# Valentin Elizariev
 (mars 2019).
Si vous disposez d'ouvrages ou d'articles de référence ou si vous connaissez des sites web de qualité traitant du thème abordé ici, merci de compléter l'article en donnant les références utiles à sa vérifiabilité et en les liant à la section « Notes et références ».
Valentin Nikolaïevitch Elizariev (en russe : Валентин Николаевич Елизарьев, né le 30 octobre 1947 à Bakou, est un maître de ballet soviétique et biélorusse, chorégraphe et pédagogue. 
Il porte la distinction d'Artiste du peuple de l'URSS (1985).

## Biographie
Né le 30 octobre 1947 à Bakou, il obtient son diplôme de fin d'études à l'Institut chorégraphique d'État de Leningrad en 1967, et celui de la faculté de chorégraphie du Conservatoire d'État Rimski-Korsakov de Léningrad en 1973, où il est l'élève d'Igor Belsky. À l'âge de 26 ans il devient le principal chorégraphe du Bolchoï théâtre académique d'État d'opéra et de ballet de la République socialiste soviétique de Biélorussie.
En 1982, il obtient une bourse de l'UNESCO pour un stage professionnel à l'Opéra de Paris. En 1992 au 1996 il est nommé directeur artistique du Ballet du Bolchoï théâtre académique d'État d'opéra et de ballet de Biélorussie, et occupe cette position jusqu'en 1996. Par la suite, il cumule les fonctions de directeur et directeur artistique du Théâtre de Ballet de la République de Biélorussie jusqu'en 2009.
Depuis 1995, il est professeur à l'Académie de musique d'État de Biélorussie. Il participe depuis 1996 aux initiatives culturelles du Conseil de l'Europe et de l'Académie internationale slave (Moscou).
Depuis 1997, il est membre de l'Académie des sciences de Saint-Pétersbourg. Entre 2000 et 2008, il est membre du Conseil de la République de l'Assemblée nationale de la République Biélorusse.
Il retrouve en 2018 les fonctions de directeur artistique du Bolchoï de la République du Biélorussie.

### Famille
Il est marié à Margarita Izvorska-Elizarieva, directrice d'opéra, maître émérite des arts de la RSS de Biélorussie, docteur en sciences philosophiques et pédagogiques, professeur à l'Académie de musique de Biélorussie[réf. nécessaire].
Valentin Elizariev a un fils, Alexandre et une fille, Anna, et trois petits-enfants : Boyan, Ruslan et Nikita.

## Œuvres chorégraphiques

### Bolchoï théâtre académique national d'opéra et de ballet de la République du Biélorussie
- 1974 : Georges Bizet, R. Shchedrin, Carmen Suite
- 1975 : R. Shchedrin, Suite de chambre
- 1976 : A. Petrov, La Création du Monde
- 1978 : E. Glebov, Till l'Espiègle
- 1980 : Aram Khatchatourian, Spartacus
- 1982 : Piotr Ilitch Tchaïkovski, Casse-noisette
- 1983 : Carl Orff, Carmina Burana
- 1984 : Maurice Ravel, Boléro
- 1985 : P. Tchaïkovski, Le Lac des cygnes
- 1986 : Igor Stravinsky, Le Sacre du printemps
- 1988 : Serge Prokofiev, Roméo et Juliette
- 1989 : Léon Minkus, Don Quichotte
- 1996 : A. Mdivani, Les Passions (Rognéda)
- 1997 : I. Stravinsky, Le Sacre du printemps (nouvelle version)
- 1998 : I. Stravinsky, L'Oiseau de feu
- 1998 : A. Petrov, La Création du Monde (nouvelle version)
- 2001 : P. Tchaïkovski, La Belle au bois dormant
- 2004 : E. Glebov, La Légende d'Ulenspiegel (nouvelle version)
- 2007 : B. Assafiev, La Fontaine de Bakhtchissaraï
- 2017 : Concert anniversaire « Le Ballet est un art de pensée »
- 2018 : S. Prokofiev, Roméo et Juliette (nouvelle version)

### En dehors de la République de Biélorussie
- 1973 : A. Petrov, L'Immortalité (Ballet classique de Moscou, Russie)
- 1974 : S. Prokofiev, Symphonie classique (Ballet classique de Moscou, Russie)
- 1976 : R. Shchedrin, Des humeurs (Bolchoï théâtre de l'URSS, la Russie)
- 1977 : E. Glebov, La Légende de Till (Théâtre académique d'État d'opéra et de ballet de Leningrad, appelé Kirov, Russie)
- 1979 : S. Prokofiev, Symphonie classique, et G.Mahler, Adagietto (Teatr Wielki – Opera Narodowa, Varsovie, Pologne)
- 1990 : Adolphe Adam, Giselle (Théâtre national slovène, Opéra et Ballet de Ljubljana, Yougoslavie)
- 1993 : L. Minkus, Don Quichotte (Opéra et Ballet d'État d'Istanbul, Turquie)
- 1995 : A. Khatchatourian, Spartacus (Opéra et Ballet d'État d'Ankara, Turquie)
- 2003 : Cesare Pugni, Esmeralda (Théâtre NBA Ballet Compagnie, Tokio, Japon)
- 2010 : A. Khatchatourian, Spartacus (Opéra du Caire, Égypte)
- 2011 : L. Minkus, Don Quichotte (Japan Ballet Association, Tokio, Japon)
- 2013 : P. Tchaïkovski, Le Lac des cygnes (Japan Ballet Association, Tokyo, Japon)

## Filmographie

### Télévision
- 1979 : Création, téléfilm de V. Chevelevitch
- 1993 : Le Jour de Balentin, téléfilm de V. Chevelevitch
- 2014 : Rogneda, téléfilm de N. Golubeva et T. Kravchenko

### Cinéma
- 1975 : Fantaisie d'après le roman Les Eaux printanières d'Ivan Tourgueniev
- 1987 : Retour du printemps d'A. Kanevski
- 2012 : Le Ballet biélorusse. Histoire d'O. Lukashevich
- 2017 : Les Maîtres et les Idoles. L'Artiste du peuple de l'URSS et du Belarus Valentin Elizariev.
- 2017 : Kamerton
- 2017 : Valentin Elizariev : de son anniversaire, son inspiration, du présent et du futur du ballet
- 2019 : Le Théâtre en détails. Le ballet Roméo et Juliette.

### Vidéos
- 1988 : Le Sacre du printemps
- 1990 : Roméo et Juliette de N. Lukyanov
- 1991 : Don Quichotte de G. Nikolaev
- 1992 : Boléro, de G. Nikolaev
- 1992 : Carmen Suite de G. Nikolaev
- 1992 : Carmina Burana de V. Chevelevitch
- 1992 : Casse-noisette de V. Chevelevitch
- 1993 : Spartacus de V. Chevelevitch
- 1995 : Les Passions (Rognéda) de V. Chevelevitch
- 1998 : L'Oiseau de feu de V. Chevelevitch
- 2000 : Spartacus de V. Chevelevitch
- 2001 : Le Travail qui s'appelle une composition de V. Chevelevitch
- 2002 : Valentin Elizariev de V. Chevelevitch
- 2003 : Plusieurs histoires de la vie d'un chorégraphe de V. Chevelevitch

### Documentaires
- 2003 : Valentin Elizariev, le miroir de notre époque de V. Chevelevitch
- 2003 : Ballet, ballet, ballet de V. Chevelevitch
- 2008 : L'Eau-forte de Shklov d'Y. Tsvetkov
- 2014 : L'Intérêt commun, №269 du 09.12.2014 (MIR)
- 2017 : Le Panorama avec E. Aïzikovich, Kinemania.
- 2017 : Le ballet est un art de pensée d'O. Lukashevich et A. Alekséev